# 朗苏尔
朗苏尔是德国莱茵兰-普法尔茨州的一个市镇。总面积11.91平方公里，总人口1634人，其中男性814人，女性820人（2011年12月31日），人口密度137人/平方公里。